# Ӊ
Cette page contient des caractères spéciaux ou non latins. S’ils s’affichent mal (▯, ?, etc.), consultez la page d’aide Unicode.
Ӊ (minuscule : ӊ) est une lettre de l’alphabet cyrillique utilisée seulement en same de Kildin, où elle note la consonne [n̥]. Ce graphème est une forme diacritée de ‹ Н ›.

## Représentations informatiques
Le enne queue peut être représenté avec les caractères Unicode suivants :
| formes    | représentations | chaînes de caractères | points de code | descriptions                             |
| --------- | --------------- | --------------------- | -------------- | ---------------------------------------- |
| capitale  | Ӊ               | Ӊ                     | U+04C9         | lettre majuscule cyrillique enne à queue |
| minuscule | ӊ               | ӊ                     | U+04CA         | lettre minuscule cyrillique enne à queue |